# باتريشيا برودر
باتريشيا برودر (بالإنجليزية: Patricia Bruder)‏ هي ممثلة أمريكية، ولدت في 14 أبريل 1936.

## وصلات خارجية
- باتريشيا برودر على موقع IMDb (الإنجليزية)